# 김수학 (1896년)
김수학(金秀學, 1896년 5월 21일 ~ 1967년, 전북 고창)은 대한민국의 제2대 국회의원이었다.
일본 교토 제국대학 경제학과를 졸업하고 호남은행 목포지부장, 상공부차관, 대한무진금융주식회사사장을 역임하였다.

## 역대 선거 결과
|  | 31.54% |

|  | 0% |

|  | 5.56% |

## 참고 자료
- 김수학 - 대한민국헌정회

| 전임 임문환 | 제2대 상공부 차관 1948년 10월 4일 ~ 1949년 9월 15일 | 후임 한통숙 |